# کامیلا ماکوویچیوک-میهالچیا
کامیلا ماکوویچیوک-میهالچیا (انگلیسی: Camelia Macoviciuc-Mihalcea؛ زادهٔ ۱ مارس ۱۹۶۸) قایقران روئینگ اهل رومانی بود.